# Divaricella quadrisulcata
Divaricella quadrisulcata är en musselart som först beskrevs av d'Orbigny 1842.  Divaricella quadrisulcata ingår i släktet Divaricella och familjen Lucinidae. Inga underarter finns listade i Catalogue of Life.